# Absence makes the heart grow fonder
Absence makes the heart grow fonder is een muziekalbum uit 1980 van het gelegenheidsduo Jay Coster & Tanya. Alleen het nummer The waltz you saved for me werd op single uitgebracht. Het album werd geproduceerd door Jip Golsteijn en Specs Hildebrand en de nummers kwamen alle uit de pen van Golsteijn.
Jay Coster & Tanya werd gevormd door Jaap Schilder, gitarist, pianist en backingvocalist van The Cats, en zangeres Anja van Scherpenseel (de zus van Hildebrand). Het album verscheen in een tijd dat The Cats voor de tweede maal uit elkaar waren. Het duo werd speciaal voor dit album gevormd, waarbij het de bedoeling was een sfeer te creëren van Beauty en the beast; Schilder was al enigszins op leeftijd en zangeres Van Scherpenseel een jonge vrouw van 22.
In 2012 werd het album nogmaals in een geremasterde versie op cd uitgebracht door Paso Records. De hoes was voor beide albums gelijk en werd ontworpen door Arno Arts. Een ander album dat Schilder buiten The Cats maakte, was Stay ashore in 1976.

## Nummers
| Nummer | Naam                                | Geschreven door | Duur | Opmerkingen                                                |
| --- | ----------------------------------- | --------------- | ---- | ---------------------------------------------------------- |
| A1 | Readymade and hand-me-down          | Jip Golsteijn   | 3:17 |                                                            |
| A2 | Shanghai China 1945                 | Jip Golsteijn   | 3:35 |                                                            |
| A3 | Gotta get out                       | Jip Golsteijn   | 2:57 |                                                            |
| A4 | The waltz you saved for me          | Jip Golsteijn   | 4:59 |                                                            |
| A5 | Spiders and snakes                  | Jip Golsteijn   | 5:00 |                                                            |
| B1 | A boot in the face                  | Jip Golsteijn   | 4:03 |                                                            |
| B2 | Absence makes the heart grow fonder | Jip Golsteijn   | 5:21 |                                                            |
| B3 | How many moons                      | Jip Golsteijn   | 3:15 |                                                            |
| B4 | Medicine                            | Jip Golsteijn   | 2:35 |                                                            |
| B5 | I wonder what went wrong            | Jip Golsteijn   | 4:35 |                                                            |
| B6 | Backstage pass in heaven            | Jip Golsteijn   | 3:00 |                                                            |
| Later zijn van dit albums nieuwe versies verschenen. Op de cd-versie van 2012 staat de volgende bonustrack: |                                     |                 |      |                                                            |
| 12. | Prime time tv                       | Jip Golsteijn   |      | Dit was de B-kant van de single The waltz you saved for me |